# Athripsodes bessae
Athripsodes bessae là một loài Trichoptera trong họ Leptoceridae. Chúng phân bố ở miền Cổ bắc.